# シュガーアンドスパイス (芸能事務所)
株式会社シュガーアンドスパイスは、東京都港区三田に本拠を構えるモデル事務所及び芸能事務所である。

## 主な事業
- 有料職業紹介事業（芸能プロダクション）
  - ＜厚生労働大臣許可・事業所番号13-07-ユ-0121＞
- モデル・タレントのマネジメント及び管理業務
- モデル・タレントの有料職業紹介広告宣伝の企画、制作
- キャラクター等の著作物・商標など知的財産の管理及び販売業務
- イベント及びWEBサイトの企画・制作の運営業務
- 上記に付帯関連する一切の事業

## 主な所属タレント

### 男性
- 胡凛ウィリアムズ
- 荻野太陽
- サニー マックレンドン
- 小野寺吟雲

### 女性
- 竹内夏紀（元つりビット）
- ベラ 明
- ミノリ フラナガン
- 細川藍
- サビア ファデン
- マイカ・ピュ

## 過去の所属タレント
- 田牧そら
- 夢子
- アリエル
- ウエンツ瑛士
- 篠原美紀
- 寺西美柚
- 中田絢千
- リンカ・オーエン
- エリザベスマリー
- エリザベス・ハードキャッスル
- 大野愛友佳
- 小原裕貴
- 志村玲那
- 中村友里子
- 橋本くるみ
- 三吉彩花
- 森田彩華
- 安藤咲桜（元つりビット）
- 長谷川瑞（元つりビット）
- 小西杏優（元つりビット）
- 山口隼人
- 北村海斗
- 杉山仁
- オリベット・テイラー・翔
- ティム・レビット（黒川ティムという名でスターダストプロモーションにも所属）
- アヤカ・ウィルソン